# Tectopulvinaria albata
Tectopulvinaria albata är en insektsart som beskrevs av Hempel 1900. Tectopulvinaria albata ingår i släktet Tectopulvinaria och familjen skålsköldlöss. Inga underarter finns listade i Catalogue of Life.